# Walther Hunzinger
Walther Clarus Otto Hans Heinrich Hunzinger (* 16. Februar 1905 in Rostock; † 17. April 1972 in Wiesbaden) war ein deutscher evangelischer Theologe.

## Leben und Wirken
Walther Hunzinger war ein Sohn von August Wilhelm Hunzinger. Nach einem Besuch der Gelehrtenschule des Johanneums studierte er Evangelische Theologie an den Universitäten in Erlangen, Göttingen und Marburg. Geprägt wurde er insbesondere von Karl Jaspers und Rudolf Bultmann. Paul Tillich bezeichnete Hunzinger später als einen seiner besten Schüler. Die theologischen Examina legte er 1927 und 1929 in Hamburg ab und arbeitete anschließend als Hilfsprediger in der Studentenseelsorge der Universität Hamburg. Hier übernahm er die Leitung der Arbeitsgemeinschaft für Theologiestudenten.
1930 erhielt er den Pastorentitel, 1931 folge eine Promotion zum Lizentiaten der Theologie an der Universität Marburg. Ab 1932 war er Pastor an der Dreieinigkeitskirche in St. Georg. Während des Kirchenkampfs war Hunzinger Mitglied des Bruderrats der Bekenntnisgemeinschaft. Nach der Operation Gomorrha ging die Familie des Theologen nach Wiesbaden. Hunzinger leistete Kriegsdienst, geriet in amerikanische Kriegsgefangenschaft und folgte der Familie nach Wiesbaden. Hier war er ab 1945 in der Krankenhausseelsorge an der Bergkirche tätig und übernahm 1947 die dortige erste Pfarrstelle. 
Hunzinger engagierte sich als Mitglied der Dekanatssynode für eine Zusammenarbeit von Katholiken und Protestanten und arbeitete eng mit Martin Niemöller zusammen. Zudem gab er Vorträge und Kurse an der Volkshochschule und verlas Andachten im Hessischen Rundfunk. Er arbeitete im Auftrag der Evangelischen Kirche in Hessen und Nassau in der Ostasienmission, leitete die Pfarrerbruderschaft in Hessen und Nassau und übernahm die Öffentlichkeitsarbeit im Dekanat Wiesbaden.

## Zitat
„Es ist die Schicksalsfrage an die protestantische Kirche, ob sie das Nein gegen eine Vergöttlichung des Menschen ebenso leidenschaftlich wie gegen den Kommunismus auch gegen den Nationalsozialismus sagt, oder ob sie dem Nationalsozialismus gegenüber schwach genug ist, in völliger Verkennung der wirklichen Lage in ihm ein neues Erwachen protestantischen Geistes zu erwarten.“

## Schriften
- Der Begriff des Gefühls und seine Wandlungen in Schleiermachers Religionsauffassung. Hamburg 1930